# Bernd Schmalhausen
Bernd Schmalhausen (geboren 6. Oktober 1949 in Dorsten) ist ein deutscher Jurist und Justizhistoriker.

## Leben
Schmalhausen wuchs in einer bürgerlichen Familie im Essener Norden auf. Nach einem Jura-Studium an der Universität Münster wurde er dort 1980 promoviert und arbeitete fortan als Staatsanwalt in Essen. Besuche in Israel machten ihn auf die Defizite der Vergangenheitsbewältigung in der Bundesrepublik Deutschland aufmerksam. Er schloss Freundschaft mit dem Israeli Baruch Bar Din (* 1924), dem Sohn des vormaligen Essener Landgerichtsdirektors Hermann Ferse (1881–1942), der 1935 entlassen und 1941 von Essen nach Minsk in das Ghetto Minsk deportiert und im Vernichtungslager Maly Trostinez ermordet worden war. Ferses Sohn war 1939 mit einem Kindertransport nach Palästina gerettet worden. Eine Ehrung, die Berthold Beitz in Yad Vashem erhielt, war für Schmalhausen Anlass, eine biografische Studie über Beitz' Widerstand gegen den Nationalsozialismus zu schreiben. Sein nächstes Buch befasste sich mit Max Liebermann und dessen Frau Martha, die 1943 in den Suizid getrieben wurde. Ein weiteres mit dem Emigranten und späteren nordrheinwestfälischen Justizminister Josef Neuberger.
Als Ergebnis eigener Archivrecherchen hat Schmalhausen einen kleinen Band über das Schicksal jüdischer Juristen in Essen in der Zeit des Nationalsozialismus vorgelegt.
Er sorgte Mitte der 1990er Jahre dafür, dass gegen den hinhaltenden Widerstand des seinerzeitigen Landgerichtspräsidenten Gero Debusmann das großformatige Ölbild des nationalsozialistischen Landgerichtspräsidenten Paul Heermann, der von 1933 bis 1945 dem Essener Landgericht vorstand und damit auch die Aufsicht auf das zugeordnete Erbgesundheitsgericht und das Sondergericht hatte und der für die Drangsalierung der jüdischen Rechtsanwälte Essens und die an seinem Gericht gefällten Todesurteile verantwortlich war, aus der Ahnengalerie im Gerichtsgebäude entfernt wurde. Er war einer der wenigen Initiatoren, die, gegen die Passivität und das Desinteresse der Kollegen, dafür sorgten, dass 1996 im Landgericht Essen eine Gedenktafel für die zwölf aus der Essener Justiz vertriebenen und zum Teil ermordeten jüdischen Juristen angebracht wurde. Mit der Ernennung der  Landgerichtspräsidentin Monika Anders trat dann in der Leitung des Landgerichts ein Wandel in der Behandlung solcher Vergangenheits- und Gegenwartsfragen ein. Auf seine Initiative hin will die Stadt Essen sich in der Gedenkstätte in Maly Trostinez mit einer Gedenktafel seiner dort ermordeten 280 Mitbürger erinnern, nachdem das zunächst von den Kommunalpolitikern abgelehnt wurde, weil es ihnen abseitig schien.
Schmalhausen engagiert sich als Fußballfan ehrenamtlich in seinem Heimatverein Rot-Weiss Essen.
Wegen seiner Verdienste um die jüdische Gemeinschaft in Deutschland wurde Schmalhausen im Jahr 2006 die Josef-Neuberger-Medaille verliehen. Zu den Trägern dieser Auszeichnung gehört neben den früheren Bundespräsidenten Johannes Rau (1991) und Roman Herzog (2000) auch Bundeskanzlerin Angela Merkel (2008).

## Schriften
- Die Razzia unter besonderer Berücksichtigung der Rechtslage in Nordrhein-Westfalen. Hochschulschrift  Münster (Westfalen), Univ., Fachbereich 03 – Rechtswiss., Diss., 1980
- Berthold Beitz im Dritten Reich: Mensch in unmenschlicher Zeit. Essen: Pomp 1991
  - Adam bi-teḳufah lo enoshit : Berṭold Beits be-Raikh ha-shelishi. Übersetzung ins Ivrit aus dem Deutschen von Dafnah ʿAmit. Jerusalem: Yad Vashem 2006
- Schicksale jüdischer Juristen aus Essen 1933–1945. Hrsg. von der Jüdischen Kultusgemeinde Essen. Bottrop: Pomp  1994
- „Ich bin doch nur ein Maler“ : Max und Martha Liebermann im Dritten Reich. Hildesheim: Olms 1994
- Dr. Rolf Bischofswerder: Leben und Sterben eines jüdischen Arztes aus Dortmund. Bottrop: Pomp 1998
- Josef Neuberger: (1902 – 1977) ; ein Leben für eine menschliche Justiz. Baden-Baden: Nomos-Verl.-Ges. 2002